# Kortvingar (fåglar)
Denna artikel handlar om fågelgruppen, för insekterna se kortvingar
Kortvingar är en grupp med medelstora, till största delen insektsätande tättingar som förekommer i Sydostasien och vars taxonomi är mycket omdiskuterad. De har placerats i familjen trastar men placeras idag oftast inom familjen flugsnappare. Gruppen uppvisar kraftig könsdimorfism där hanarna är mycket färggranna.
Det är oklart hur många arter gruppen omfattar främst för att blå kortvinge visat sig vara en artgrupp.
Länge betraktades bagoboskvätta helt okontroversiellt tillhöra timaliorna (då med det svenska namnet mindanaotrasttimalia), men DNA-studier visar att den är närmast släkt med större kortvinge (Heinrichia calligyna) och arterna i Vauriella.
Rostsidig flugsnappare har tidigare förts till kortvingarna i släktet Brachypteryx men studier visar att den tillsammans med keralaflugsnappare snarare står närmare flugsnapparna i Cyornis.

## Arter (men se text)
- Större kortvinge (Heinrichia calligyna)
- Bagoboskvätta (Leonardina woodi)
- Pärlkortvinge (Heteroxenicus stellatus)
- Rostbukig kortvinge (Brachypteryx hyperythra)
- Mindre kortvinge (Brachypteryx leucophris)
- Himalayakortvinge (Brachypteryx cruralis)
- Kinesisk kortvinge (Brachypteryx sinensis)
- Taiwankortvinge (Brachypteryx goodfellowi)
- Blå kortvinge (Brachypteryx montana)